# Арбулаг
Арбулаг (монг. Арбулаг — источник на севере) — сомон аймака Хувсгел, Монголия. Площадь сомона составляет около 3360 км², из которых 3120 км² отведены пастбищами. В 2000 году здесь проживало 4478 жителей.
Центр сомона — посёлок Мандал находится в 75 километрах от города Мурэна и в 742 километрах от столицы страны — Улан-Батора.

## История
Сомон был основан в 1931 году. На 1933 год здесь проживало около 3200 жителей, насчитывалось 911 семей, и около 106 тысяч голов крупного рогатого скота. В 1959 году Арбулаг и Алаг-Эрдэнэ соединились в новый сомон Сумбэр, но вскоре он снова был расформирован.

## Экономика
В 2004 году в сомоне насчитывалось примерно 135 тысяч голов крупного рогатого скота, из них — 58000 овцы, 58000 коз, 9700 яков, 9300 коней, и 200 верблюдов.
Из полезных ископаемых встречаются фосфориты и бокситы.

## Интересные места
Между 1953 и 1956 годами в сомоне неподалёку от границы с Бурэнтогтохом были обнаружены остатки дворца и стел времён великого хана Мунке. В около 10 км к востоку от центра сомона находится крупное обо, известное как Цагаан чулуутын овоо («Белокаменное»), которое, по сведениям местного фольклора, может являться могилой хотогойтского князя Чингунжава.